# Университет Новой Каледонии
Университет Новой Каледонии — французский университет в Нумеа, относится к академии заморских территорий Вице-ректорат. В 1987 году был основан Французский тихоокеанский университет, который в 1999 году был разделён на собственно Университет Новой Каледонии и Университет Французской Полинезии.

## Отделы
Университет напрямую разделён на 4 отдела:
- право, экономика и управление
- филологический, языков и гуманитарных наук
- науки и технологии
- переподготовка